# Crocifissione di san Pietro (Michelangelo)

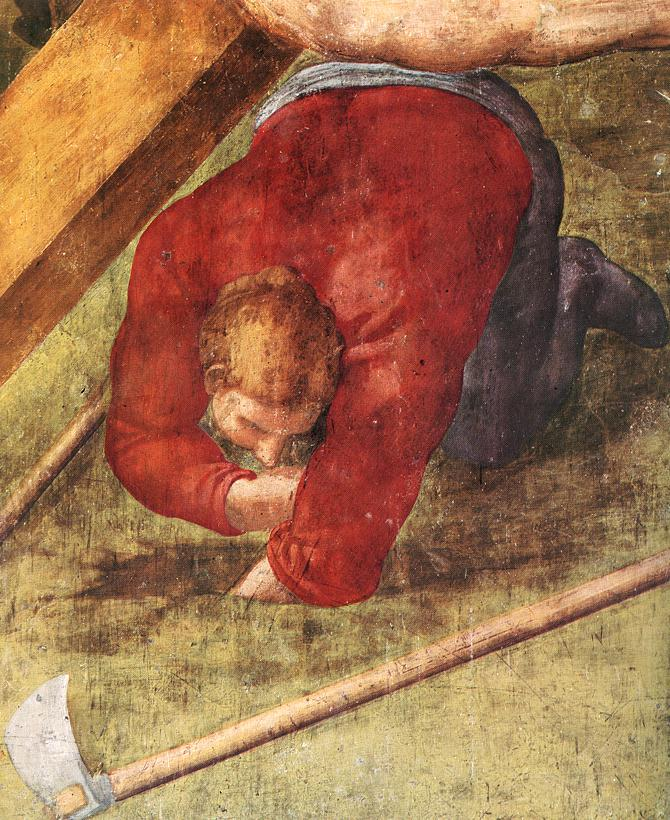
Dettaglio

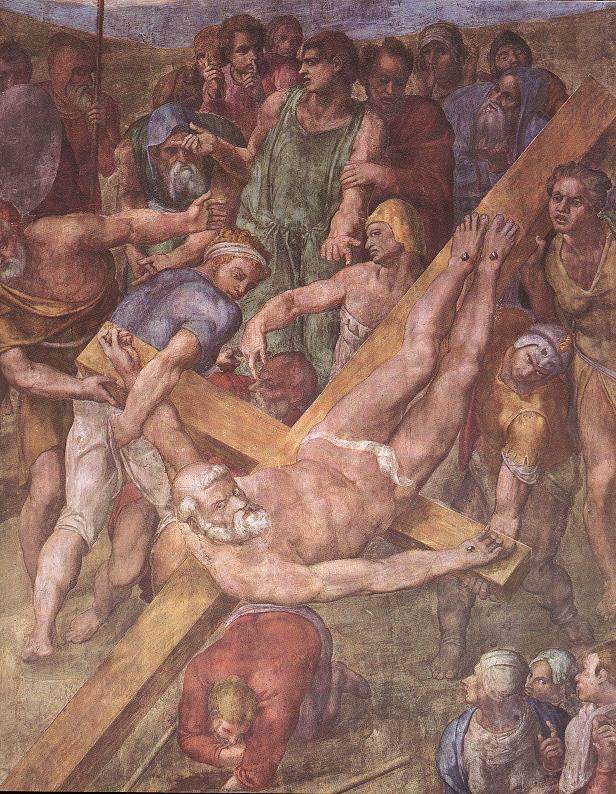
Dettaglio

La Crocifissione di san Pietro è un affresco (625x662 cm) di Michelangelo Buonarroti, databile al 1545-1550 e situato nella Cappella Paolina in Vaticano. È l'ultimo affresco dipinto da Michelangelo.

## Storia
Michelangelo aveva da poco terminato il Giudizio Universale nella Cappella Sistina che Paolo III gli propose un nuovo incarico, questa volta legato più strettamente al suo nome. Il papa aveva infatti fatto costruire, tra il 1537 e il 1540, una cappella palatina "parva" nel palazzo Apostolico, e desiderava che il celebre artista la decorasse con affreschi, legati ai titolari della cappella, nonché della diocesi di Roma, i santi Pietro e Paolo.
L'inizio dei lavori alla Paolina risale all'ottobre o al novembre 1542 e l'artista vi si applicò con una lentezza maggiore rispetto ai grandi affreschi della Sistina, dovuta alla senilità e agli acciacchi. Nel 1544 infatti l'artista ebbe una grave malattia che causò una sospensione. Il primo dei due affreschi ad essere compiuto, la Conversione di Saulo, doveva essere terminato entro il 12 luglio 1545 e al 10 agosto era già stata preparata la parete per l'altro affresco, la Crocifissione di san Pietro. Quell'anno scoppiò un incendio in cappella, che comportò un ulteriore ritardo ai lavori, e di nuovo nel 1546 l'artista si ammalò. Alla morte di Paolo III, nel novembre del 1549, la Crocifissione non era ancora completa, e si dovette aspettare almeno il marzo 1550 per vederla terminata. Forse era intenzione di Paolo III affidare a Michelangelo anche la decorazione delle altre pareti, ma il nuovo pontefice non rinnovò l'incarico all'artista ormai settantacinquenne, che vennero poi decorate, durante il pontificato di Gregorio XIII, da Lorenzo Sabatini e Federico Zuccari con altre storie delle vite dei due santi.
Gli affreschi michelangioleschi subirono alcuni minori restauri: nel 1934 si constatò come essi fossero in larghissima parte autografi di Michelangelo (essendo dopotutto abituato a lavorare senza assistenti), con solo qualche intervento "moralizzatore" dopo la Controriforma su panneggi che coprissero alcune nudità degli angeli e con alcuni ripassi a tempera, non estesi, specie sulle zone paesistiche.
Il restauro più importante delle opere, che ne ha ripristinato la delicata cromia, si è concluso nel 2009.

## Descrizione e stile
Nella tradizione iconografica del tempo, la scena del martirio di Pietro si atteneva strettamente alla narrazione degli eventi: al centro del quadro veniva rappresentata la croce piantata a rovescio con il corpo di Pietro a testa in giù; spesso vi erano elementi che rimandavano a Roma, luogo dell'avvenimento, come la Meta Romuli o l'obelisco Vaticano. Michelangelo rompe radicalmente con questa tradizione: la croce non è ancora stata eretta, non vi sono segni che possono dare all'evento una collocazione geografica. Inoltre, l'artista rende la scena ancora più dinamica raffigurando la croce che attraversa, in posizione fortemente diagonale, tutto il campo figurativo. Pietro, disteso sulla croce, solleva vigorosamente la testa e rivolge lo sguardo all'osservatore: egli guarda infatti verso la porta della cappella, da dove deve entrare il Papa, e sembra quasi dirgli di ricordarsi del suo ruolo, quello di suo successore. Il dipinto non rappresenta una vera crocifissione, ma un offertorio, poiché san Pietro si offre spontaneamente, in quanto Michelangelo non rappresentò le mani e i piedi trapassati dei chiodi: il recente restauro ha dimostrato che sono stati aggiunti successivamente. Inoltre Pietro non presenta ferite sul corpo.
L'opera raffigura il momento immediatamente precedente il martirio di san Pietro, quando già collocato a testa in giù e inchiodato sulla croce, sta per essere issato. L'episodio non è menzionato negli Atti degli Apostoli, ma deriva dalla Leggenda Aurea. In quel momento il santo gira la testa verso l'alto, in un ultimo commovente gesto di vita rivolto allo spettatore.
A differenza della Conversione, nella Crocifissione è del tutto assente il divino, con Pietro che appare isolato e solo davanti al dramma della tortura. A questa sensazione di smarrimento contribuiscono anche il paesaggio desolato, l'orizzonte alto, il cielo plumbeo. Le linee di forza della composizione guidano l'occhio dello spettatore sulla testa di Pietro, con uno schema innovativo che evitava la tradizionale crocifissione a testa in giù, in cui era difficile mantenere l'attenzione prospettiva sul protagonista. Giotto ad esempio, nel Polittico Stefaneschi, aveva risolto il problema alzando la croce fino a mettere il volto dell'apostolo all'altezza di quello degli astanti. Michelangelo invece, scegliendo il momento precedente alla crocifissione vera e propria, poté usare una disposizione trasversale, aiutato anche dalla pendenza del suolo, dando massimo risalto al protagonista.
Importante è notare come la composizione non sia più guidata dai principi della prospettiva rinascimentale, ma le figure appaiano piuttosto giustapposte e spinte in avanti senza una vera e propria profondità, quasi sospese sul nulla, come le figure che emergono a metà della cornice sulla destra. Lo spettatore si trova così al centro di molteplici punti di fuga come se fosse circondato "dentro" la scena.
I colori sono tenui e stemperati, rivelati appieno nell'ultimo restauro. Alcune figure massicce e compatte rimandano ai maestri di Michelangelo, come Masaccio, soprattutto nell'uomo accovacciato che scava la buca per la base della croce.
Della Crocifissione di san Pietro esiste un cartone conservato al museo nazionale di Capodimonte a Napoli, composto da diciannove fogli incollati su tela (263x156 cm), in più punti danneggiato e integrato posteriormente.

## Galleria d'immagini

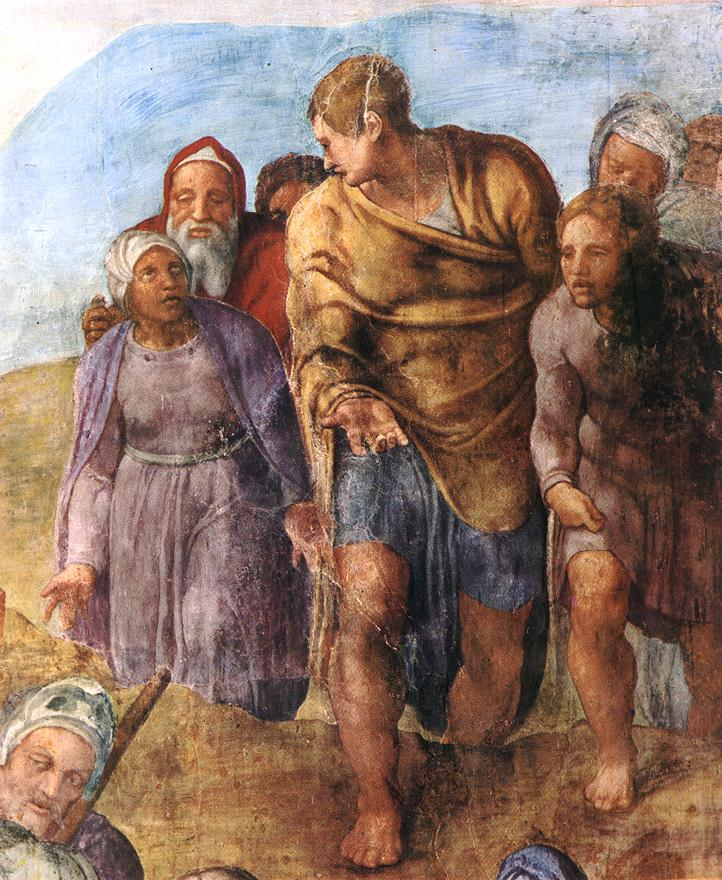
Dettaglio
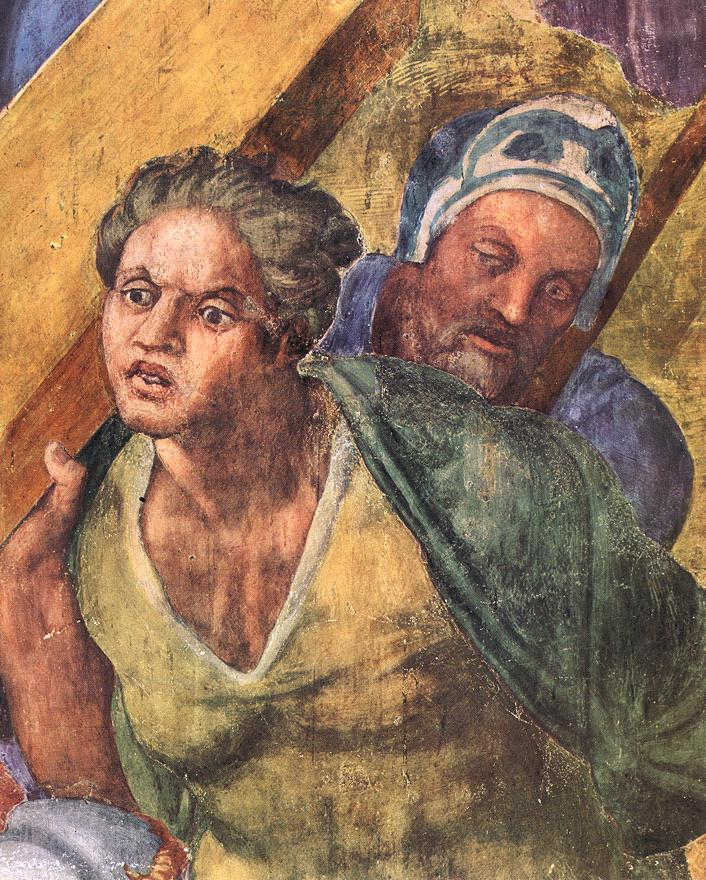
Dettaglio
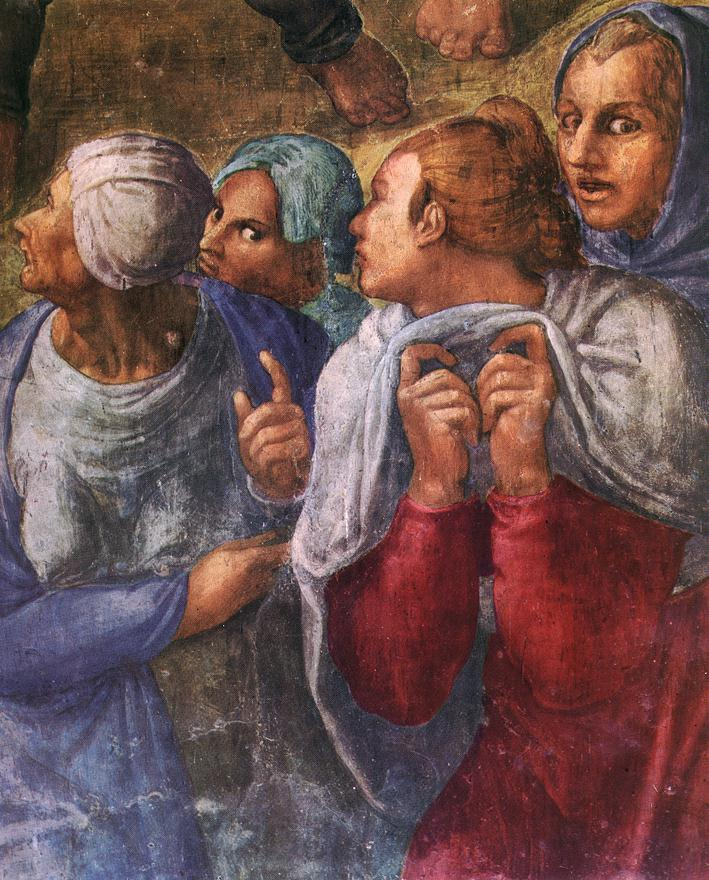
Dettaglio
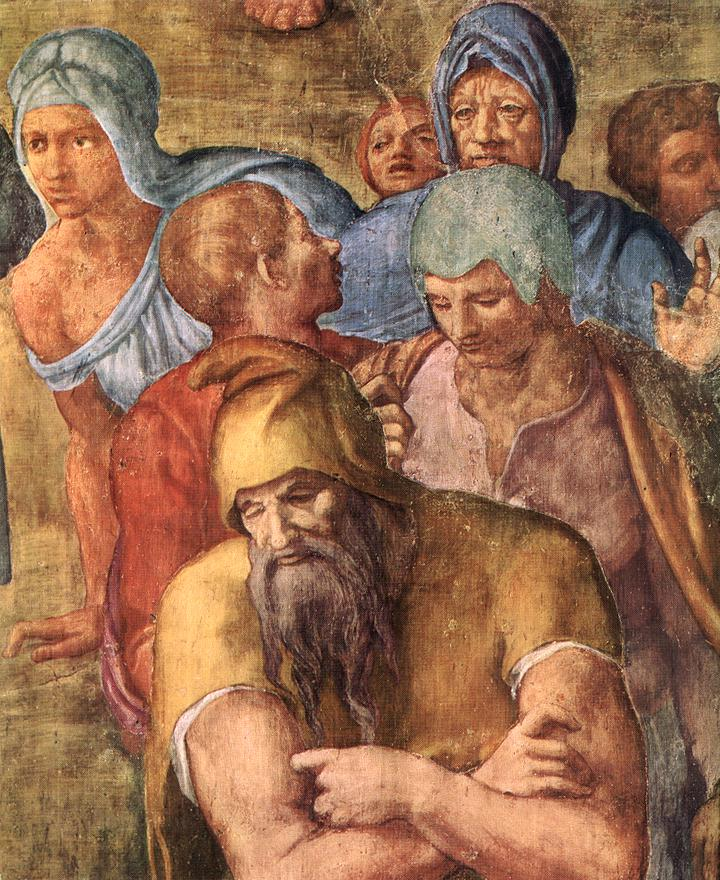
Dettaglio